# Diiodpentoxid
Diiodpentoxid, eine chemische Verbindung aus Iod und Sauerstoff mit der Formel I2O5, ist bei Raumtemperatur ein weißes, kristallines Pulver. 

## Gewinnung und Darstellung
Iod(V)-oxid wird in zwei Reaktionsstufen hergestellt. Als erstes wird elementares Iod mit rauchender Salpetersäure bei 70–80 °C zur Reaktion gebracht. Hierbei entsteht Iodsäure HIO3:
{\displaystyle \mathrm {3\ I_{2}+10\ HNO_{3}\longrightarrow 6\ HIO_{3}+10\ NO+2\ H_{2}O} }
Im zweiten Schritt wird die entstandene Iodsäure bei 240–250 °C entwässert:
{\displaystyle \mathrm {2\ HIO_{3}\longrightarrow \ I_{2}O_{5}+H_{2}O} }
Diiodpentoxid bildet sich auch in einer Glimmentladung aus den Elementen. Die erste Darstellung von Diiodpentoxid erfolgte 1813 sowohl durch Davy als auch durch Gay-Lussac.

## Eigenschaften
Diiodpentoxid bildet Molekülkristalle der Formel O2I–O–IO2, die bei 275 °C in die Elemente zerfallen. Die Verbindung ist ein starkes Oxidationsmittel, diese Eigenschaft bestimmt im Wesentlichen ihre Verwendungen. Es ist sehr hygroskopisch und in Wasser unter Rückbildung der Iodsäure löslich.

## Struktur
I2O5 kristallisiert monoklin, Raumgruppe P21/c (Raumgruppen-Nr. 14), mit den Gitterparametern a = 11,04 Å, b = 5,063 Å, c = 8,135 Å und β = 107,2°. Der I–O–I Winkel in I2O5 beträgt 139,2°. Die terminalen I–O-Abstände betragen etwa 1,80 Å, die Abstände der verbrückenden I–O Bindungen liegen bei etwa 1,95 Å.

## Verwendung
Diiodpentoxid wird zur mengenmäßigen Bestimmung von Kohlenmonoxid in Gasgemischen verwendet, z. B. in der Elementar- und Rauchgasanalyse, da es bei Raumtemperatur quantitativ mit Kohlenmonoxid zu Kohlendioxid und elementarem Iod reagiert.
{\displaystyle \mathrm {5\ CO+I_{2}O_{5}\rightarrow \ I_{2}+5\ CO_{2}} }
Das gebildete Iod kann durch Titration bestimmt werden. Auch in der organischen Chemie wird Diiodpentoxid zuweilen als Oxidationsmittel eingesetzt, so z. B. in der Herstellung von cyclischen Ketonen.